# Protesilaus earis
Espèce
Protesilaus earis est une espèce d'insectes lépidoptères (papillons) de la famille des Papilionidae, de la sous-famille des Papilioninae et du genre Protesilaus.

## Taxonomie
Protesilaus earis a été décrit par Lionel Walter Rothschild et Karl Jordan en 1906 sous le nom de Papilio earis.
Synonymes : Eurytides earis ; Graphium earis ; Brown & Mielke, 1967.

### Nom vernaculaire
Protesilaus earis se nomme Rothschild's Swordtail en anglais.

## Description
Protesilaus earis est un papillon blanc caractérisé par, sur chaque aile postérieure sa très grande queue et une lunule rouge en position anale. Les ailes sont ornées de fines lignes marron foncé, aux ailes antérieures le long du bord externe et six partant du bord costal, plus ou moins courtes sauf la plus proche de l'apex qui rejoint l'angle interne, aux ailes postérieures trois partant du bord costal et allant jusqu'à l'angle interne.

## Écologie et distribution
Protesilaus earis est présent en Équateur et au Pérou,.

### Biotope
Protesilaus earis réside en forêt tropicale humide entre 100 m et 800 m.

### Protection
Pas de statut de protection particulier.